# Lakulīśa
Lakulīśa (devanagari: लकुलिश (Etimologia: लगुड  (Verga)  or लकुट  (Mazza)  + ईश (Signore) = Il Signore della Verga o della Mazza o del Bastone); fl. II secolo) fu un importante riformista e precettore revivalista della dottrina della Pashupata, una delle sette più antiche dello Shivaismo. Lakulisha viene chiamato in diversi testi anche 'Nakulisha' il primo e probabilmente il più antico.
Secondo alcuni studiosi, Lakulisha è il fondatore dallo setta Shivaista Pashupata. Altri invece sostengono che la dottrina Pàshupata fosse già esistente prima di Lakulisha, della quale fu solo il primo precettore formale.
Probabilmente nacque in una famiglia di Bramini nella città di Kayvatara o Kayavarohan, l'attuale Karvan, situata nel distretto di Vadodara nello stato del Gujarat.
Secondo la tradizione dei Liṅga Purāṇa, Lakulisha è considerato il 28º e ultimo avatar, incarnazione di Rudra, manifestazione di Shiva, e maestro dello Yoga. Secondo la stessa tradizione, Lakulisha aveva quattro discepoli: Kaurushya, Garga, Mitra and Kushika. Secondo altre, menzionate nell'Avanti Khanda dello Skanda Purāṇa, Lakulisha e i suoi quattro discepoli mentre transitavano nella città di Mahakalavana, costruirono un linga conosciuto come Kayavarohaneshvara.
Nel cap. 53 del Kūrma Purāṇa, nel cap.23 del Vāyu Purāṇa, e nel cap. 24 del Liṅga Purāṇa, era previsto che Shiva (Maheshvara) sarebbe apparso nella veste di monaco errante chiamato 'Lakulin' o 'Nakulisha', accompagnato da quattro discepoli di nome, Kushika, Garga, Mitra, e Kanrushya. Insieme avrebbero ristabilito il culto della Pashupati, poi ridefinita come Pashupata. Lakulisha fu la manifestazione reale di questa predizione divina. Secondo i Vāyu Purāṇa,era contemporaneo a Veda Vyasa e a Krishna.

## Biografia
Secondo Alain Daniélou, A Lakulisha, considerato un ajivaka, si deve il ripristino del culto pre-Ariano dello Shivaismo, presso la Civiltà dell'Indo. Ha contribuito a riunificare diverse sette Shaivite semi-clandestine sopravvissute per centinaia d'anni sotto il nome di Pashupata.. Lakulisha fu riconosciuto discendente di una dinastia di sacerdoti ariani chiamata Jangama.
Questo in contrasto con la tesi del Gosala, che considerava Lakulisha in contrapposizione al Vedismo, al Giainismo e in particolare al Buddismo. Si dice che Lakulisha abbia ripristinato la pratica dell'Hatha Yoga e del Tantrismo, contemporaneamente alle teorie cosmologiche del Sāṃkhya e alla dualità associata ai principi Sāṃkhya.

## Storicità
L'iconografia legata al culto di Lakulisha venne formalizzata attorno al I secolo a.C., rappresentandolo come Shiva con un bastone. Due secoli più tardi fu riconosciuto come avatar di Shiva.
Una colonna eretta da Chandragupta II, nel 380 d.C., definita 'Guruvayantana' o casa del Guru e istituita da Uditacharya, quarto discendente dal maestro della setta Pashupata Parashara, a sua volta sesto discendente di Kushika. Se questo Kushika era uno dei quattro discepoli di Lakulisha, come descritto dai Linga Purana, quest'ultimo dovrebbe aver vissuto attorno al 125 d.C.
Un noto epigrafista John Faithfull Fleet sostiene che in India del Nord, gli imperatori Kushana come lo Huvishka (140 d.C.) sostituirono le immagini di Ercole dalle loro monete con quelle di Shiva, e quelle di Eracle con quelle di Lakulisha.
A partire dal regno di Chandragupta Maurya, attorno al IV secolo d.C., si sono spesso ritrovate icone e rappresentazioni di Lakulisha, ritratto come uno yogi nudo, con un bastone nella mano sinistra, un limone (matulinga) nella destra, e con il pene eretto, sia in piedi che in posizione del loto. A partire dall'inizio dell'XI secolo, il culto di Lakulisha venne trasferito nel sud dell'India. L'esistenza della setta di asceti Pashupata, fondata da Lakulisha, è dimostrata dalla presenza di iscrizioni risalenti al V secolo, uno dei primi ordini religiosi settari dell'Induismo Shaivita. È curioso notare che l'attuale Movimento Pentecostale è molto simile alla dottrina Pashupata, come lo sono le sue visioni, le rivelazioni e persino le sante risate.

## Influenza sulla Filosofia e la Religione

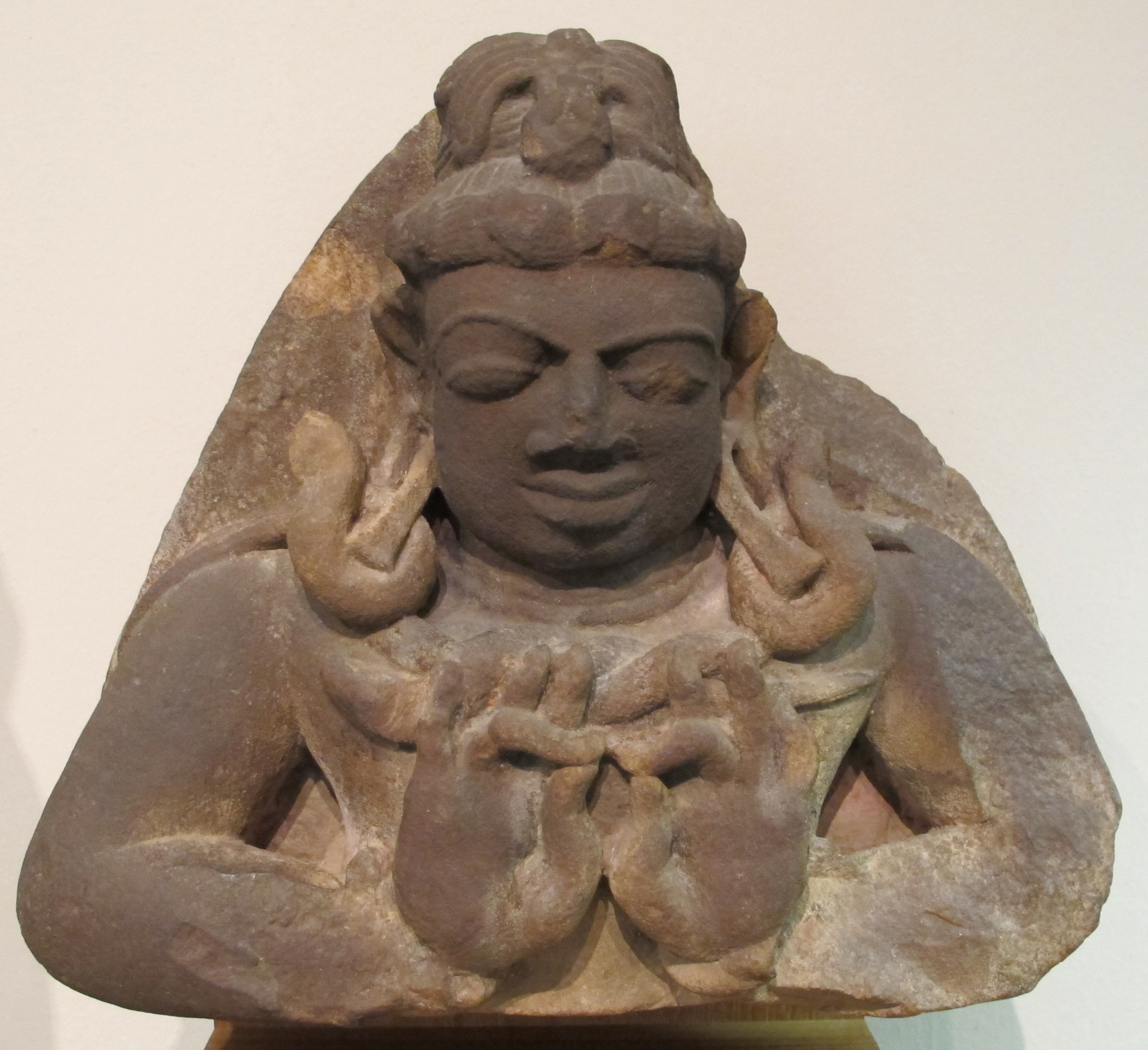
Lakulisa, statua probabilmente ritrovata nel Decan e risalente al VII-VIII secolo d.C. Museo Hermitage

L'autore M.R. Sakhare sostiene in "La storia e la filosofia della religione Lingayat", che l'influenza di Lakulisha era immensa e si diffuse rapidamente, prima al Nord e poi nel Sud dell'India. La ripresa Shaivita, sostenuta dal Naga Bharashiva a poco a poco si diffuse nel sud sotto la spinta di poeti devozionali appartenenti alla classe mistica Shaiva, i Nayanar.

## Insegnamento
La Pashupata di Lakulisha viene identificata dal Shivaistico 'Monismo dualistico non dualistico' o bheda-abheda, ponendo una forte enfasi sul sistema dello Yoga. Il testo principale della setta Pashupata, lo Pāśupata Sūtra è attribuito a Lakulisha. Il manoscritto e un suo commentario, il Pañcārtha Bhāṣya del Kaundinya (circa 500 d.C.) vennero scoperti nel 1930. La Pāśupata Sūtra formalizza diversi canoni della setta e contiene la teologia fondamentale.
Tuttavia, la paternità attribuita a Lakulisha delle sutra Pàshupata è stata oggetto di dibattito. Queste, sono di carattere arcaico e non riportano mai il nome dell'autore, anche se certe tradizioni lo indicano come autore, non c'è nulla a sostegno di questa tesi. In un commento del Kaundinya si afferma solo che:
...Tatha shishta pramanyat kamitvad ajatatvach cha, Manushya-rupi bhagavan brahmana-kayam asthaya kayavata-rane avatirna iti | Tatha padbhyam ujjayinim praptah.., il cui significato è  ... Shiva incarnato nella forma di un essere umano, prende il corpo di un bramino morto nella foresta di Kayavata, e, successivamente, vaga per Ujjain ...
Questa descrizione corrisponde a ciò che è stato narrato nei Purāṇa e nella Mahatmya Karvana, dove Lakulisha si incarna nel villaggio di Kayavarohana (Karvan). Tuttavia, diversamente da ciò che affermano le ultime descrizioni, il nome di Lakulisha non è mai menzionato, anche se nelle righe successive il Kaundinya afferma che Shiva come Brahamana trasmette lo Shastra allo studente Kushica. Solo nei successivi testi Pashupata, (Ratna Tika e Gana Ratna Karika),viene data una chiara menzione di Lakulisha quale fondatore del sistema. Questo solleva diversi interrogativi su chi fosse veramente l'autore originario delle Sutra.
Nonostante, la paternità delle Sutra, la dottrina filosofica della Pàshupata enunciata da Lakulisha venne chiamata Ishvara Kartri Vadaha, aspetto citato per la prima volta nel IX secolo da Adi Shankara in un commentario ai Brahma Sutra. Un'analisi di questo si trova in uno dei testi principali della Pàshupata, il Gana Karika di Haradatta, con un commento del Kaundinya chiamato Panchartha Bhashya. Rāmānuja ha attribuito questa filosofia alla tradizione della Kālāmukha, la setta delle "facce nere" a cui apparteneva Lakulisha. Questa dottrina, la Nakulisha Pàshupata si divide in sei parti:
- 1. Karana (Causa),
- 2. Karya (Lavoro/responsabilità),
- 3. Kala (Divisibilità),
- 4. Vidhi (Metodo),
- 5. Yoga (Unione), e
- 6. Dukhanta (Fine della sofferenza).

Secondo alcuni studiosi, Lakulisha aveva modificato la dottrina Maheshvara inserendo diverse interpretazioni su tutti i cinque concetti principali, ponendo particolare attenzione ai diversi tipi di comportamento da adottare in ciascuna delle 5 tappe, nel loro cammino, dall'iniziazione, fino al raggiungimento dei poteri illimitati della conoscenza, della volontà e dell'agire sulla terra.
La dottrina Pashupata di Lakulisha viene esposta più diffusamente nel Sarva Darshana Sandgrha del Sayana Madhava

## Iconografia e Immagini

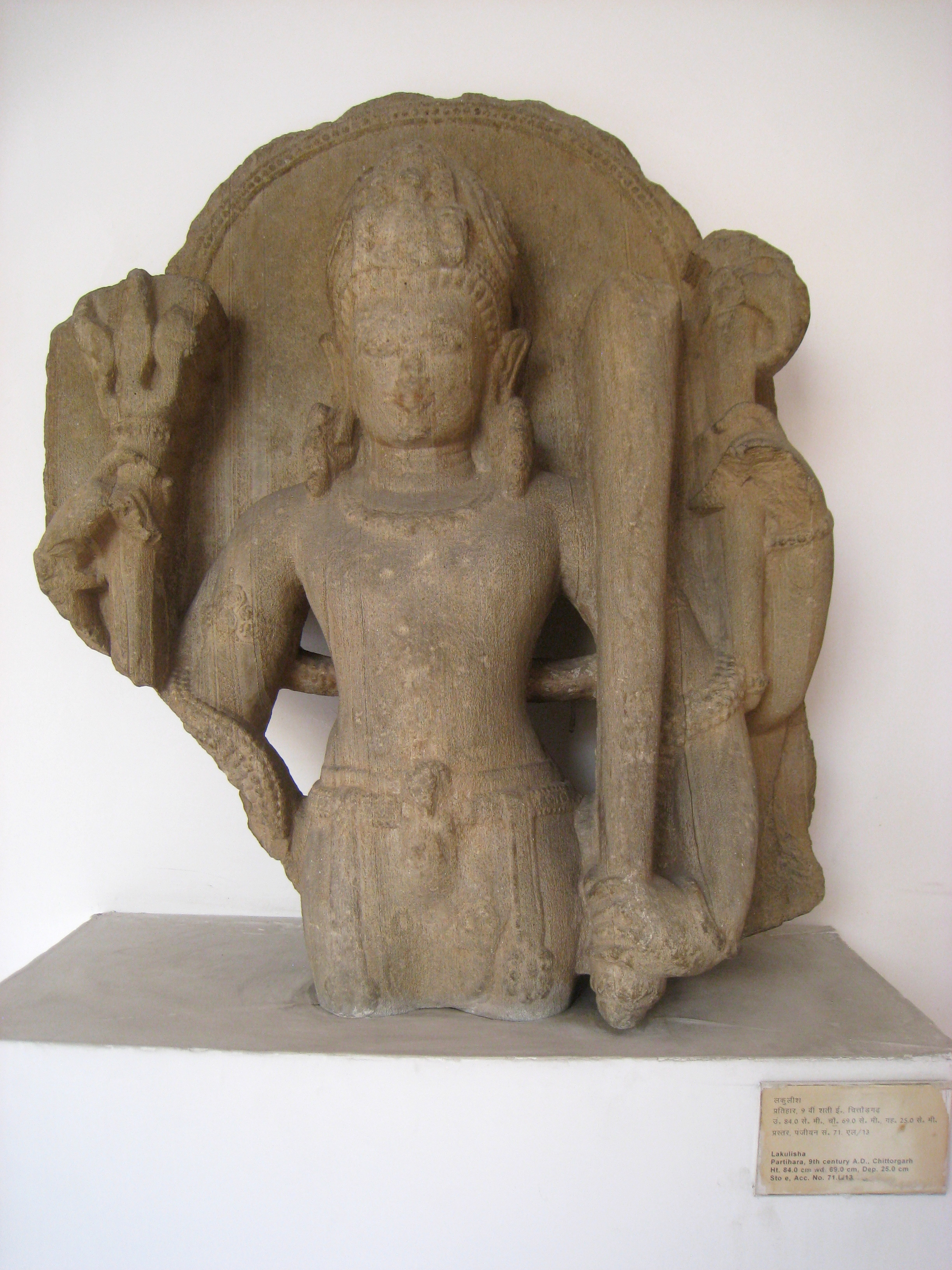
Statua di Lakulisha, Pratihara, IX secolo

Lakulisha venne considerato un'incarnazione di Shiva e pertanto divinizzato, e, dal VI all'VIII secolo rappresentato iconograficamente come posto di fronte a un linga. Nello stesso modo rappresentato durante il Medioevo nei templi di Kayavarohan e Timberva nel Gujarat. Queste icone sono altri esempi di immagini del linga. L'immagine nel santuario del tempio Lakulishvara in Karvan rappresenta "la figura congiunta di Brahmeshvara e Lakulisha,, confermando la dichiarazione del Mahatma, secondo cui Lakulisha, si è unito a Brahmeshvara", in riferimento alla Shiva-linga. Lakulisha venne inoltre identificato, nei programmi iconografici di diversi templi di Orissa e nel Rajasthan, nel Karvan Mahatmya con Mahesha (Shiva). Così le immagini di Lakulisha e la linga, come le altre immagini-linga, uniscono gli aspetti di Shiva: il Sakala (con la forma, il manifesto) ed il Niskala (privo di forma, l'immanifesto).
Immagini di Lakulisha sono state ritrovate anche nella regione del Saurastra nel Gujarat, ed anche diversi luoghi nell'India dell'est. Alcune di esse, rappresentano Lakulisha come uno yogi nudo, con un rosario, un bastone e una coppa a forma di teschio umano e accompagnato da alcuni animali. Quasi tutte le sue immagini appaiono nella forma urdhva-retah o itifallica. Altre immagini sono state ritrovate su di un muro di una grande caverna, la Caverna Elefanta, suggerendo che tali antri siano associati allo Shaivismo Pashupata. Icone di Lakulisha si possono trovare nel gruppo Laxmaneswar presso i Templi di Bhubaneswar, di Satrughneswar, Bharateswar ed il tempio di Laxmaneswara.